# Тальцы (Красноярский край)
Тальцы — посёлок в Новосёловском районе Красноярского края России. Входит в состав Анашенского сельсовета.

## География
Посёлок находится на расстоянии 31 км к югу от села Новосёлово, административного центра района.

## Население
| 2010 |
| ---- |
| 91   |

### Гендерный состав
По данным Всероссийской переписи населения 2010 года, в селе проживал 91 человек (50 мужчин и 41 женщина).